# دودة الرمال (كثيب)
دودة الرمال (بالإنجليزية:  Sandworm)‏ هي مخلوق خيالي من خارج كوكب الأرض يظهر في روايات كثيب التي كتبها فرانك هربرت، وتم تقديمه لأول مرة في رواية كثيب (1965).
الديدان الرملية كائنات عملاقة تشبه الديدان تعيش على الكوكب الصحراوي أرَّاكس. تنتج يرقاتها عقارًا يسمى المِزَاج (المعروف شعبيًا باسم «اسبايس»)، وهو السلعة الأكثر أهمية وقيمة في الكون لأنه يجعل السفر بين النجوم آمنًا ودقيقًا ممكنًا. توجد رواسب المِزَاج في بحار الرمال في أرَّاكس، حيث تعيش الديدان الرملية وتصطاد، وحصاد الاسبايس من الرمال نشاط خطير لأن الديدان الرملية عدوانية وإقليمية. يجب نقل المركبات التي تقوم بالحصاد جواً إلى داخل وخارج بحر الرمال لتجنب هجمات الديدان الرملية. الصراع على إنتاج وتوريد المِزَاج هو موضوع رئيسي في ملحمة كثيب. يطلق سكان الفرمِن الأصليون على ديدان الرمل اسم شَيْ هولود على هذه الديدان، ويعبدونها باعتبارها وكلاء عن الإله وأفعالهم هي شكل من أشكال التدخل الإلهي.

## الملاحظات
1. ↑  شَيْ هولود (Shai-Hulud) [من العربية: الشيء الخالد، شيخ الخلود] 
ديدان الرمال العملاقة التي تعيش على أرَّاكس («عجوز الصَّحراء»، «شيخة الخلود»، «جدَّة الصَّحراء»). من الجدير ذكر أن الاسم –عند ذكرة بنبرة معينة أو كتابته بأحرف كبيرة– يشير بشكل أساسي إلى إلهة الأرض في معتقدات الفرمِن الخرافية. تنمو ديدان الرمال إلى أشكال عملاقة (شُوهدت في أعماق الصَّحراء عيِّنات يصل طولها إلى أكثر من 400 متر)، وتعيش الواحدة منها آمادًا طويلة ما لم تقتلها دودة أخرى أو تغرق في الماء. مُعظم رمال أرَّاكس تكوَّنت بفعل نشاط الديدان الرملية.[1]

## وصلات خارجية
- المخطط المنهجي: الدورة البيئية: دودة الرمل - سمك السلمون المرقط، التوابل، الماء (بالإنجليزية)